# 740 Boyz
740 Boyz es un dúo musical fundado en 1991, cuyos miembros son los hermanos Winston Rosa y Eddie Rosa (alias Bad Boy), dos productores de República Dominicana.
,
Winston Rosa trabajó con varios cantantes incluyendo al cantautor Shaggy, incluyendo al cantante invitado Rafael "Dose Material" Vargas era parte del grupo 2 In A Room.
Su primer sencillo "Shimmy Shake", alcanzó el (#2 a finales de 1995  en Francia Top 50 y en Bélgica, en varios charts de otros países más como en el Reino Unido, Alemania y Estados Unidos.
Unos meses más tarde, fue publicado el segundo sencillo "Bump Bump (Booty Shake)", que alcanzó el #14 en Francia y un menor éxito alcanzado en otros países europeos, como Bélgica y en los Países Bajos.
En 2003, The Porn Kings vs. Flip & Fill ft. 740 Boyz, alcanzaron el puesto número 28 en los charts de Reino Unido con "Shake Ya Shimmy".

## Discografía

### Álbumes de estudio
- 740 Boyz (1996)

### Sencillos
- Shimmy Shake (1995)
- Bump! Bump! (Booty Shake) (1996)
- Party Over Here (1996)
- Jingle Jangle (1996)
- Get Busy (1997)